# Gran Fondo 1903 (ciclismo)
La Gran Fondo-La Seicento 1903, terza edizione della corsa, si svolse tra l'11 e il 12 luglio 1903 su un percorso di 600 km. La vittoria fu appannaggio dell'italiano Giovanni Rossignoli, che completò il percorso in 24h11'36" precedendo i connazionali Felice Pinardi e Carlo Conti.
I corridori che presero il via da Rogoredo furono 58 (su 67 iscritti), mentre coloro che tagliarono il traguardo al Trotter di Milano furono 12. Il percorso attraversò nell'ordine le città di Lodi, Cremona, Parma, Reggio Emilia, Modena, Bologna, Ferrara, Vicenza, Padova, Verona e Brescia. L'organizzazione fu affidata all'Unione Sportiva Milanese.

## Ordine d'arrivo
| Pos.  | Corridore           | Squadra | Tempo      |
| ----- | ------------------- | ------- | ---------- |
| 1     | Giovanni Rossignoli | -       | 24h11'36"  |
| 2     | Felice Pinardi      | -       | a 4h45'00" |
| 3     | Carlo Conti         | -       | ?          |
| 4     | Giovanni Macchiolo  | -       | ?          |
| 5     | Erminio Cavedini    | -       | ?          |
| 6     | Honat               | -       | ?          |
| 7     | Carlo Galetti       | -       | ?          |
| 8     | Mario Castelli      | -       | ?          |
| 9     | Giovanni Cuniolo    | -       | ?          |
| 10    | Enzo Terreni        | -       | ?          |
| 11-12 | Giuseppe Malvisi    | -       | ?          |
| 11-12 | Viganego            | -       | ?          |